# 成松義文
成松 義文（なりまつ よしふみ、1950年6月30日 - ）は日本の実業家。ファンケル代表取締役社長や、同社相談役、日本健康・栄養食品協会評議員等を務めた。

## 人物・経歴
岐阜県大垣市生まれ。岐阜県立大垣北高等学校を経て、1974年横浜市立大学商学部卒業、蛇の目ミシン工業入社。主に営業を担当し、ファンケルと蛇の目ミシン工業の提携後、ファンケル創業者池森賢二の誘いを受け、1993年ファンケルに入社。サプリメント事業の立ち上げなどにあたり、1999年ファンケル執行役員フード事業部長に就任。
2000年ファンケル取締役店舗販売事業部長に昇格。2002年ファンケル常務取締役第二営業本部長兼第二営業本部化粧品事業部長。2004年ファンケル取締役常務執行役員営業統括兼第一営業本部長兼カスタマーリレーション本部長。
2005年ファンケル取締役兼ファンケル美健代表取締役社長兼ニコスター代表取締役社長。2007年ファンケル取締役専務執行役員管理・研究統括兼健康食品カンパニー長。2008年からファンケル代表取締役社長を務めた。2012年ファンケル代表取締役社長兼内部統制委員会委員長兼海外事業本部長。2013年ファンケル相談役。2014年ファンケル顧問。日本健康・栄養食品協会評議員等も歴任した。